# Scopula margaritaria
Scopula margaritaria är en fjärilsart som beskrevs av W. Warren 1900. Scopula margaritaria ingår i släktet Scopula och familjen mätare. Inga underarter finns listade.